# قزلجه سادات
قزلجه سادات یکی از روستاهای استان آذربایجان شرقی است که در دهستان آلان برآغوش بخش آلان براغوش شهرستان سرآب واقع شده‌است.
قزلجه سادات. [ ق ِ زِ ج َ ] ( اِخ ) دهی جزء دهستان آلان براغوش شهرستان سرآب واقع در ۱۸ هزار گزی شمال خاوری مهربان و ۱۶ هزار گزی شوسه سرآب قرار دارد. موقع جغرافیایی آن کوهستانی و معتدل است. سکنه آن ۵۵۹ تن. آب آن از رودخانه چاکی‌چای و محصول آن غلات است. شغل اهالی زراعت و گله‌داری و کارگری و صنایع دستی زنان فرش‌بافی است. راه مال‌رو دارد.